# مارتا فرناندس
مارتا فرناندس (اسپانیایی: Marta Fernández‎؛ زادهٔ ۲۱ دسامبر ۱۹۸۱) بازیکن بسکتبال زن اهل اسپانیا بود.
وی در مسابقات کشوری و بین‌المللی در مجموع برندهٔ ۳ مدال برنز شده‌است.